# Império Etíope
O Império Etíope, [a] historicamente conhecido como Abissínia ou simplesmente Etiópia, [b] foi um estado soberano  que abrangia os atuais territórios da Etiópia e da Eritreia. Existiu desde o estabelecimento da Dinastia Salomônica por Iecuno-Amelaque por volta de 1270 até o golpe de estado de 1974 pelo Derg, que encerrou o reinado do último imperador, Haile Selassie. No final do século XIX, sob o imperador Menelique II, o império se expandiu significativamente para o sul e, em 1952, a Eritreia foi federada sob o governo de Selassie. Apesar de ter sido cercado por forças hostis durante grande parte de sua história, o império manteve um reino centrado em sua antiga herança cristã. 
Fundado em 1270 por Iecuno-Amelaque, que afirmava ser descendente do último rei axumita e, por fim, do rei Salomão e da rainha de Sabá, ele substituiu o reino Agau de Zagué. Embora inicialmente fosse uma entidade bastante pequena e politicamente instável, o Império conseguiu expandir-se significativamente sob as cruzadas de Ámeda-Sion I (1314–1344) e Davi I (1382–1413), tornando-se temporariamente a força dominante no Chifre da África.  O Império Etíope atingiria seu auge durante o longo reinado do Imperador Zara-Jacó (1434–1468). Ele consolidou as conquistas dos seus antecessores, construiu inúmeras igrejas e mosteiros, encorajou a literatura e a arte, centralizou a autoridade imperial substituindo os senhores da guerra regionais por funcionários administrativos e expandiu significativamente a sua hegemonia sobre os territórios islâmicos adjacentes.   
O vizinho Sultanato Muçulmano de Adal começou a ameaçar o império ao tentar repetidamente invadi-lo, finalmente tendo sucesso sob o comando do Imame Mahfuz.  A emboscada de Mahfuz e a derrota pelo Imperador Lebna Dengel provocaram a jihad do Imame Adalita Ahmed Gran, apoiado pelos otomanos, no início do século XVI, que foi derrotado em 1543 com a ajuda dos portugueses.  Muito enfraquecido, grande parte do território sul do Império e seus vassalos foram perdidos devido às migrações Oromo. No norte, no que é hoje a Eritreia, a Etiópia conseguiu repelir as tentativas deinvasão otomanas, embora tenha perdido o acesso ao Mar Vermelho.  Reagindo a esses desafios, na década de 1630 o Imperador Fasíladas fundou a nova capital de Gondar, marcando o início de uma nova era de ouro conhecida como período Gondarino. Viu relativa paz, a integração bem-sucedida dos Oromo e um florescimento cultural. Com a morte do Imperador Jesus II (1755) e Joás I (1769), o reino finalmente entrou em um período de descentralização, conhecido como Zemene Mesafint, onde os senhores da guerra regionais lutaram pelo poder, com o imperador sendo um mero fantoche. 
O Imperador Teodoro II (r. 1855–1868) pôs fim ao Zemene Mesafint, reunificou o Império e o liderou no período moderno antes de morrer durante a Expedição Britânica à Abissínia. Seu sucessor, João IV, se envolveu principalmente na guerra e lutou com sucesso contra os egípcios e os madistas antes de morrer contra estes últimos em 1889. O imperador Menelique II, agora residindo em Adis Abeba, subjugou muitos povos e reinos no que hoje é o oeste, sul e leste da Etiópia, como Kaffa, Welayta, Harar e outros reinos. Assim, em 1898, a Etiópia expandiu-se para seus limites territoriais modernos. Na região norte, ele enfrentou a expansão da Itália . Por meio de uma vitória retumbante sobre os italianos na Batalha de Adwa em 1896, utilizando armamento moderno importado, Menelique garantiu a independência da Etiópia e confinou a Itália à Eritreia.
Mais tarde, após a Segunda Guerra Ítalo-Etíope, o Império Italiano de Benito Mussolini ocupou a Etiópia e estabeleceu a África Oriental Italiana, fundindo-a com a vizinha Eritreia e as colônias da Somalilândia Italiana ao sudeste. Durante a Segunda Guerra Mundial, os italianos foram expulsos da Etiópia com a ajuda do exército britânico. O Imperador retornou do exílio e o país se tornou um dos membros fundadores das Nações Unidas. No entanto, a fome de Wollo em 1973 e o descontentamento interno levaram à queda do Império em 1974 e à ascensão do Derg. 

## História

### Antecedentes
Após a queda do Reino de Axum no século X d.C., as Terras Altas da Etiópia ficariam sob o domínio da Dinastia Zagué. Os novos governantes eram Agaus que vieram da região de Lasta; textos eclesiásticos posteriores acusaram essa dinastia de não ter descendência "salomônica" pura e ridicularizaram suas realizações. Mesmo no auge de seu poder, a maioria dos cristãos os consideraria usurpadores. No entanto, a arquitetura do Zagué mostra uma conotação de tradições Axumita anteriores, entre as quais se pode ver em Lalibela, a construção de igrejas escavadas na rocha apareceu pela primeira vez no final da era Axumita e atingiu o seu auge sob o Zagué. 
Os Zagué não conseguiram parar de disputar o trono, desviando homens, energia e recursos que poderiam ter sido usados para afirmar a autoridade da dinastia. No final do século XIII, um jovem nobre Amhara chamado Iecuno-Amelaque ascendeu ao poder em Bete Amhara. Ele recebeu forte apoio da Igreja Ortodoxa, pois prometeu fazer da igreja uma instituição semi-independente. Ele também recebeu apoio da vizinha dinastia muçulmana Makhzumi . Yekuno Amlak então se rebelou contra o rei Zagué e o derrotou na Batalha de Ansata. Taddesse Tamrat argumentou que este rei era Ietbaraque, mas devido a uma forma local de damnatio memoriae, seu nome foi removido dos registros oficiais.  Um cronista mais recente da história Wollo, Getatchew Mekonnen Hasen, afirma que o último rei Zagué deposto por Iecuno-Amelaque foi Neacueto-Leabe.  

### Período Salomônico Inicial
Iecuno-Amelaque ascenderia ao trono por volta de 1270 d.C. Ele era supostamente descendente do último rei de  Axum, Dil Na'od, e, portanto, dos reis reais de Aksum. Através da linhagem real axumita, também foi alegado que Iecuno-Amelaque era descendente do rei bíblico Salomão. A forma canônica da reivindicação foi estabelecida em lendas registradas no Kebra Nagast, um texto do século XIV. Segundo isso, a Rainha de Sabá, que supostamente veio de Axum, visitou Jerusalém, onde concebeu um filho com o Rei Salomão. Em seu retorno à sua terra natal, a Etiópia, ela deu à luz a criança, Menelique I. Ele e seus descendentes (que incluíam a casa real Aksumita) governaram a Etiópia até serem derrubados pelos usurpadores Zagué. Iecuno-Amelaque, como suposto descendente direto de Menelique I, foi, portanto, reivindicado como tendo "restaurado" a linhagem salomônica. 

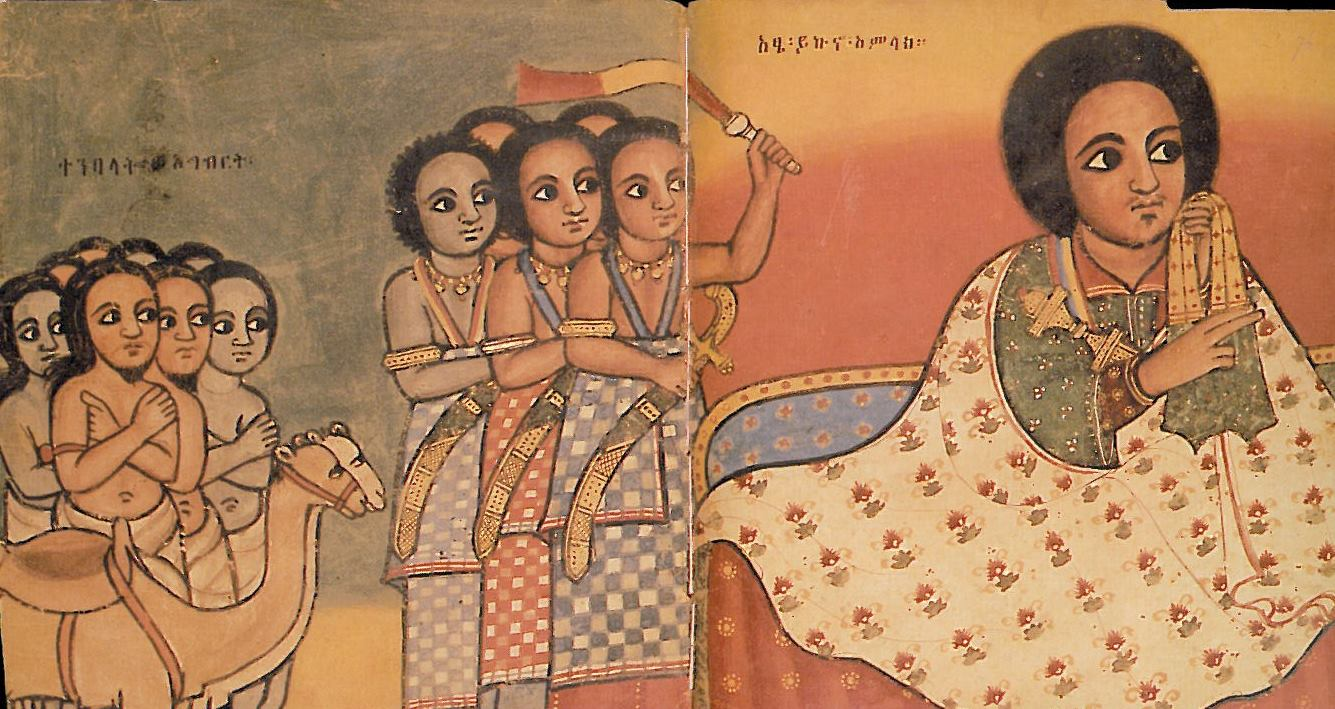
Pintura de retrato não contemporânea do Imperador Iecuno-Amelaque do século XVII

Durante o reinado de Iecuno-Amelaque, ele manteve relações amigáveis com os muçulmanos. Ele não apenas estabeleceu laços estreitos com a dinastia vizinha Makhzumi, mas também fez contato com os rasulidas no Iêmen e com o sultanato mameluco egípcio. Em uma carta enviada ao sultão mameluco Baibars, ele declarou sua intenção de cooperação amigável com os muçulmanos da Arábia e se descreveu como um protetor de todos os muçulmanos na Abissínia. Cristão devoto, ele ordenou a construção da igreja de Genneta Maryam, comemorando seu trabalho com uma inscrição que diz: "Pela graça de Deus, eu, rei Iecuno-Amelaque, depois de ter chegado ao trono pela vontade de Deus, construí esta igreja."  
Em 1285, Iecuno-Amelaque foi sucedido por seu filho Iagba-Sion, que escreveu uma carta ao sultão mameluco, Calavuno, pedindo-lhe que permitisse que o patriarca de Alexandria enviasse um abuna ou metropolita para a Igreja Ortodoxa Etíope, mas também protestando contra o tratamento do sultão aos seus súditos cristãos no Egito, afirmando que ele era um protetor de seus próprios súditos muçulmanos na Etiópia.  Perto do fim de seu reinado, Iagba se recusou a nomear um de seus filhos para ser seu sucessor e, em vez disso, decretou que cada um deles governaria por um ano. Ele foi sucedido por seus filhos em 1294, mas esse acordo foi imediatamente quebrado. Em 1299, um de seus filhos, Uidim-Reade, assumiu o trono. Uidim parece ter estado em conflito com o vizinho Sultanato de Ifate, que tentava expandir-se no leste de Shewa. 

#### Conquistas de Amda Seyon
Uidim-Reade foi sucedido por seu filho, Ámeda-Sion I, cujo reinado testemunhou a composição de um relato muito detalhado e aparentemente preciso das várias campanhas do monarca contra seus inimigos muçulmanos. Esta foi a primeira de uma série de crônicas reais que foram escritas para os imperadores etíopes até os tempos modernos. Essas crônicas reais forneceram um registro cronológico ininterrupto de todo o período medieval no Chifre da África . Uma obra não menos importante produzida durante seu reinado foi o Fetha Nagast ou "Lei dos Reis", que serviu como código legal do país. Baseado em grande parte em princípios bíblicos, codificou as ideias jurídicas e sociais da época e permaneceu em uso até o início do século XX. 

O Império Etíope sob o Imperador Amda Seyon I

O guerreiro imperador Ámeda-Sion I conduziu muitas campanhas em Gojjam, Damot e Eritreia, mas suas campanhas mais importantes foram contra seus inimigos muçulmanos no leste, o que mudou o equilíbrio de poder em favor dos cristãos pelos dois séculos seguintes. Por volta de 1320, o sultão an-Nasir Muhammad, do Sultanato Mameluco, sediado no Cairo, começou a perseguir os coptas e a destruir suas igrejas. Ámeda-Sion então ameaçou desviar o fluxo do Nilo se o sultão não parasse com sua perseguição. Haqq ad-Din I, sultão de Ifate, capturou e aprisionou um enviado etíope que voltava do Cairo. Ámeda-Sion respondeu invadindo o Sultanato de Ifate, matando o sultão, saqueando a capital e devastando os territórios muçulmanos, levando gado, matando muitos habitantes, destruindo cidades e mesquitas e tomando escravos. 
O sultão Ifate foi sucedido por Sabr ad-Din I, que reuniu os muçulmanos e travou uma rebelião contra a ocupação etíope. Amda Seyon respondeu lançando outra campanha contra seus adversários muçulmanos no leste, matando o sultão e avançando até Adal, Dawaro e Bali, no atual leste da Etiópia. As conquistas de Ámeda-Sion expandiram significativamente o território do Império Etíope, mais que dobrando seu tamanho e estabelecendo hegemonia completa sobre a região. As relações entre os muçulmanos do Corno de África e o Império Etíope parecem ter-se rompido completamente por volta desta época, com o cronista a referir-se aos muçulmanos do leste e ao longo da costa como "mentirosos, hienas, cães, filhos do mal que negam o filho de Cristo".  

#### Era de ouro do governo salomônico

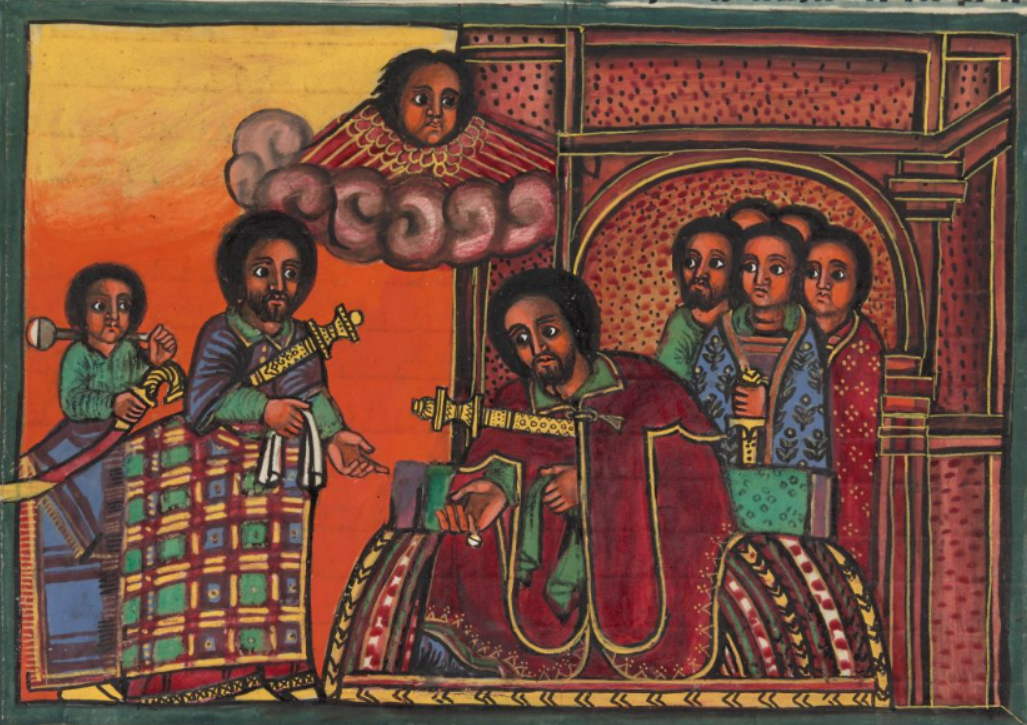
Pintura do Imperador Zara-Jacó em sua coroação

Seguindo as campanhas de Ámeda-Sion no leste. A maioria dos muçulmanos no Chifre se tornariam tributários do Império Etíope, entre eles o Sultanato de Ifate. Ámeda-Sion foi sucedido por seu filho Saífa Arade em 1344. Saífa Arade acabaria com várias revoltas muçulmanas em Adal e Mora. Perto do fim de seu reinado, ele ajudou agressivamente o Patriarca de Alexandria, Marcos IV, que havia sido preso por As-Salih Salih, o Sultão do Egito . Uma medida que Saífa Arade tomou foi aprisionar os mercadores egípcios em seu reino, o sultão foi forçado a recuar. 
Em 1382, Davi I sucedeu ao filho de Saífa Arade, Niuaja-Mariam, como Imperador da Etiópia. O estado tributário do Sultanato de Ifate começou a resistir à hegemonia etíope e a afirmar sua independência sob o comando do Sultão Sa'ad ad-Din II. O sultão Sa'ad as-Din então invadiu as províncias da fronteira etíope, capturando muitos saques e escravos, o que resultou no imperador Davi I declarando todos os muçulmanos da região circundante como "inimigos do Senhor" e invadindo o Sultanato de Ifate. Após uma batalha entre Sa'ad ad-Din e o imperador, na qual o exército de Ifate foi derrotado e "nada menos que 400 anciãos, cada um dos quais carregava uma barra de ferro como sua insígnia de ofício" foram mortos, Sa'ad ad-Din com seus apoiadores restantes foram perseguidos até Zeilá, na costa da Somalilândia. Lá, o exército etíope sitiou Zeila, finalmente capturando a cidade e matando o sultão Sa'ad ad-Din, pondo fim ao Sultanato de Ifate. Após a morte de Sa'ad ad-Din, "a força dos muçulmanos diminuiu", como afirma o historiador egípcio al-Maqrizi, e então os Amhara se estabeleceram nos territórios muçulmanos "e das mesquitas devastadas construíram igrejas". Diz-se que os seguidores do Islão foram perseguidos durante mais de vinte anos.  Após esta vitória, o poder etíope atingiria o seu apogeu e esta era tornar-se-ia lendária como uma era de ouro de paz e estabilidade para o Império Etíope. 
Entretanto, os Ualasma restantes retornaram do exílio em 1415 e estabeleceram o Sultanato de Adal centralizado na região de Harar. Os muçulmanos então começaram a assediar os territórios ocupados pelos cristãos no leste, levando o Imperador Isaque I a dedicar grande parte de seu tempo à defesa de seus territórios periféricos orientais. Ele parece ter empregado vários conselheiros cristãos egípcios para treinar seu exército e ensiná-los a fazer fogo grego. Esses avanços não foram suficientes para manter os muçulmanos afastados e o Imperador Isaque foi morto lutando contra os Adalitas em 1429. A morte de Isaque foi seguida por vários anos de confusão dinástica, durante os quais cinco imperadores se sucederam em cinco anos. Entretanto, em 1434, Zara-Jacó da Etiópia se estabeleceria no trono. 
Durante seus primeiros anos no trono, Zara-Jacó lançou uma forte campanha contra a sobrevivência da adoração pagã e "práticas anticristãs" dentro da igreja. Ele também tomou medidas para centralizar bastante a administração do país, colocando regiões sob controle imperial muito mais rígido. Após ouvir sobre a demolição do mosteiro egípcio Debre Mitmaq, ele ordenou um período de luto nacional e construiu uma igreja de mesmo nome em Tegulet. Ele então enviou emissários ao sultão egípcio, Sayf ad-Din Jaqmaq, protestando veementemente contra a perseguição aos coptas egípcios e ameaçando desviar o fluxo do Nilo. O sultão então encorajou o Sultanato de Adal a invadir a província de Dawaro para distrair o Imperador, entretanto essa invasão foi repelida pelo Imperador na Batalha de Gomit. O sultão egípcio então espancou severamente o Patriarca de Alexandria e ameaçou executá-lo. O Imperador Zara-Jacó decidiu recuar e não avançou para o território de Adal. Zara-Jacó perseguiu muitos idólatras que admitiram adorar deuses pagãos; esses idólatras foram decapitados em público. Zara-Jacó mais tarde fundou Debre Berhan depois de ver uma luz milagrosa no céu. Acreditando que este era um sinal de Deus mostrando sua aprovação à perseguição aos pagãos, o imperador ordenou a construção de uma igreja no local e, mais tarde, construiu um amplo palácio nas proximidades e uma segunda igreja, dedicada a São Ciríaco.  
Zara-Jacó foi sucedida por Baida-Mariam I. O Imperador Baida-Mariam daria o título de Rainha Mãe a Eleni da Etiópia, uma das esposas de seu pai. Ela provou ser um membro eficaz da família real, e Paul B. Henze comenta que ela "foi praticamente co-monarca" durante seu reinado. Após a morte de Baeda Maryam em 1478, ele foi sucedido por seu filho de 7 anos, Alexandre, a quem Eleni serviria como regente. Ela tentaria estabelecer a paz com o sultão Adal Muhammad, mas não conseguiu impedir o emir de Harar, Mahfuz, de fazer incursões em território etíope. Quando Alexandre atingiu a maioridade, ele invadiu Adal e saqueou sua capital, Dakkar, mas foi morto em uma emboscada ao retornar para casa. Seu sucessor, o Imperador Na'od, acabou sendo morto defendendo o território etíope dos ataques adalitas. Em 1517 Mahfuz invadiu a província etíope de Fatager, mas foi morto e emboscado pelo imperador Davi II (Lebna Dengel). Suas crônicas afirmam que a ameaça muçulmana havia terminado e o imperador retornou às terras altas como um herói. 

#### Invasão do Sultanato de Adal
Em 1527, um jovem imã chamado Ahmad ibn Ibrahim al-Ghazi ascenderia ao poder em Adal após anos de conflitos internos. O Sultanato de Adal estocaria armas de fogo, canhões e outros armamentos avançados importados da Arábia e do Império Otomano. Ele invadiu a Etiópia em 1529 e infligiu uma pesada derrota ao Imperador Davi II, mas depois se retirou. Ele retornou dois anos depois para iniciar uma invasão definitiva do império, queimando igrejas, convertendo cristãos à força e massacrando os habitantes. De acordo com os cronistas, onde quer que ele fosse, seus homens "matavam todos os cristãos adultos que encontravam, e levavam os jovens e as donzelas e os vendiam como escravos". Em meados da década de 1530, a maior parte da Etiópia estava sob ocupação adalita e Lebna Dengel fugiu de fortaleza em fortaleza nas montanhas até que finalmente morreu de causas naturais em Debre Damo.  

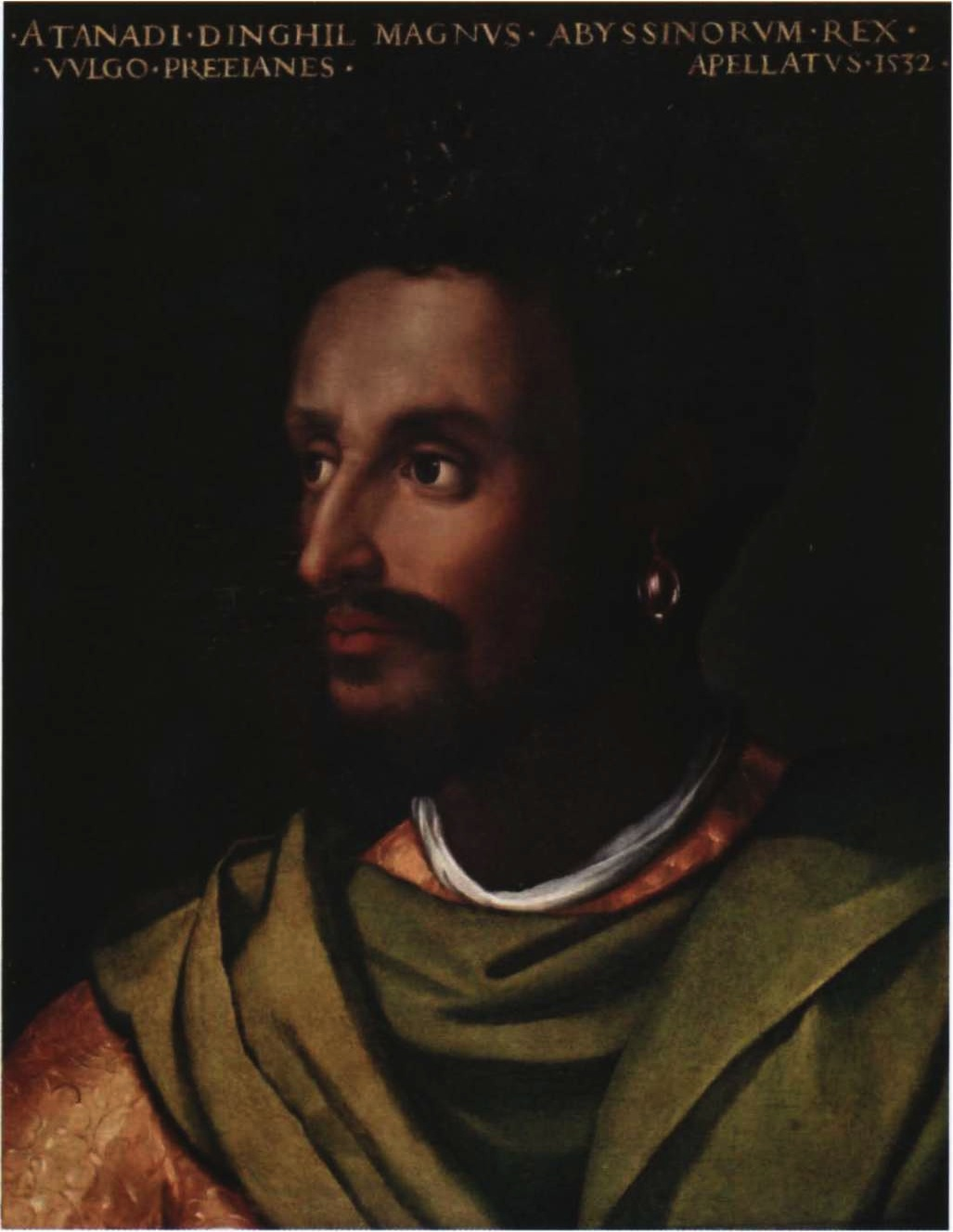
Emperor Davi II (Lebna Dengel)

O imperador foi sucedido por seu filho de 18 anos, Gelawdewos, que enfrentou uma situação desesperadora, mas reuniu seus soldados e povo para resistir à invasão muçulmana. Em 1540, Gelawdewos liderou uma pequena força de cerca de 70 homens resistindo nas terras altas de Shewa . Entretanto, em 1541, quatrocentos mosqueteiros portugueses bem armados chegaram a Massawa, onde foram reforçados por pequenos contingentes de guerreiros etíopes. Essa força modesta atravessou Tigré, onde derrotaria contingentes muito maiores de homens adalitas. Alarmado com o sucesso dos portugueses, Gragn enviaria uma petição ao Império Otomano e receberia 2.900 reforços armados com mosquetes. Juntamente com os seus aliados turcos, Gragn atacaria o acampamento português em Wofla, matando 200 dos seus soldados, incluindo o seu comandante, Cristóvão da Gama. 
Após a catástrofe em Wofla, os portugueses sobreviventes conseguiram se encontrar com Gelawdewos e seu exército nas Montanhas Semien. O Imperador não hesitou em tomar a ofensiva e obteve uma grande vitória na Batalha de Wayna Daga, quando o destino da Abissínia foi decidido pela morte do Imam e a fuga de seu exército. A força invasora entrou em colapso e todos os abissínios que tinham sido intimidados pelos invasores retornaram à sua antiga lealdade, a reconquista dos territórios cristãos prosseguiu sem encontrar qualquer oposição eficaz. 
Em 1559, Gelawdewos foi morto ao tentar invadir o Sultanato de Adal na Batalha de Fatagar, e sua cabeça decepada foi exibida na capital de Adal,  Harar. 

### Período moderno inicial

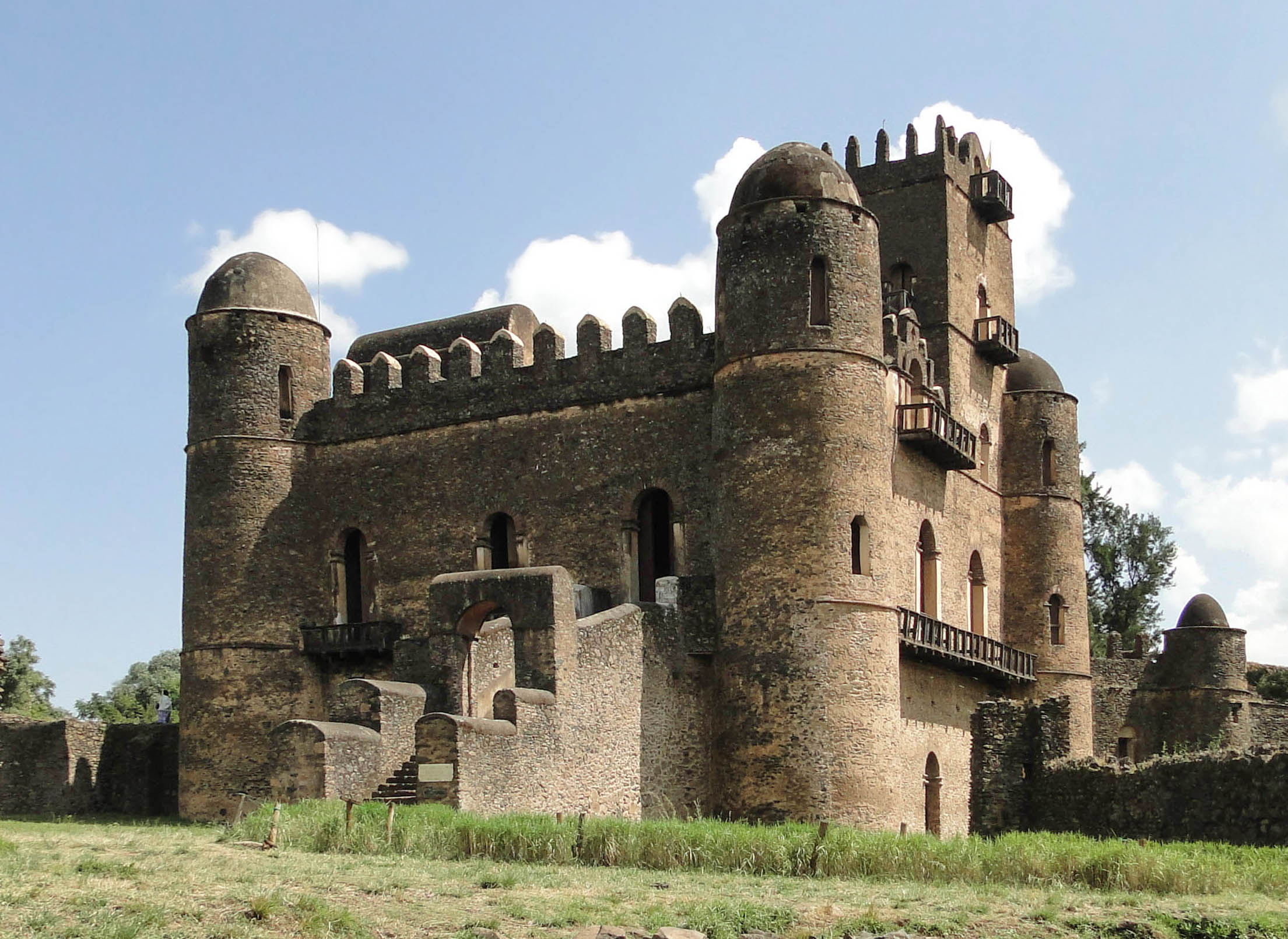
O Fasil Ghebbi em Gondar

O Império Otomano ocupou partes da Etiópia, a partir de 1557, estabelecendo Eialete de Habesh, a província da Abissínia, conquistando Massawa, o principal porto do Império, e tomando Suakin do Sultanato de Funj, aliado no que hoje é o Sudão. Em 1573, o Sultanato de Adal tentou invadir a Etiópia novamente, porém Sarsa Dengel defendeu com sucesso a fronteira etíope na Batalha do Rio Webi. 
Os otomanos foram contidos pela vitória do Imperador Sarsa Dengel e pelo saque de Arqiqo em 1589, contendo-os assim em uma estreita faixa costeira. O Sultanato de Afar manteve o restante porto etíope no Mar Vermelho, em Baylul.  As migrações Oromo, no mesmo período, ocorreram com o movimento de uma grande população pastoril das províncias do sudeste do Império. Um relato contemporâneo foi registrado pelo monge Abba Bahrey, da região de Gamo. Posteriormente, a organização do império mudou progressivamente, com províncias distantes assumindo mais independência. Uma província remota como Bale foi registrada pela última vez prestando homenagem ao trono imperial durante o reinado de Jacó (1590–1607). 
Em 1636, o Imperador Fasíladas fundou Gondar como capital permanente, que se tornou um centro comercial altamente estável e próspero. Este período viu conquistas profundas na arte, arquitetura e inovações etíopes, como a construção do complexo real Fasil Ghebbi e 44 igrejas  que foram estabelecidas ao redor do Lago Tana. Nas artes, o período Gondarino viu a criação de dípticos e trípticos, murais e manuscritos iluminados, principalmente com motivos religiosos. O reinado de Jesus, o Grande (1682-1706) foi um grande período de consolidação. Também houve o envio de embaixadas para a França de Luís XIV e para a Índia Holandesa. O período moderno inicial foi de intensa criação cultural e artística. Filósofos notáveis dessa área são Zera Yacob e Walda Heywat. Após a morte de Jesus I, o império entrou em um período de turbulência política.

### Era moderna
De 1769 a 1855, o império etíope passou por um período conhecido como Era dos Príncipes (em amárico: Zemene Mesafint ). Este foi um período da história etíope com numerosos conflitos entre os vários Ras (equivalentes aos duques ingleses) e o Imperador, que tinha apenas poder limitado e dominava apenas a área ao redor da capital contemporânea de Gondar. Tanto o desenvolvimento da sociedade quanto da cultura estagnaram neste período. Conflitos religiosos, tanto dentro da Igreja Ortodoxa Etíope quanto entre ela e os muçulmanos, eram frequentemente usados como pretexto para conflitos mútuos. A Era dos Príncipes terminou com o reinado do Imperador Teodoro II. 

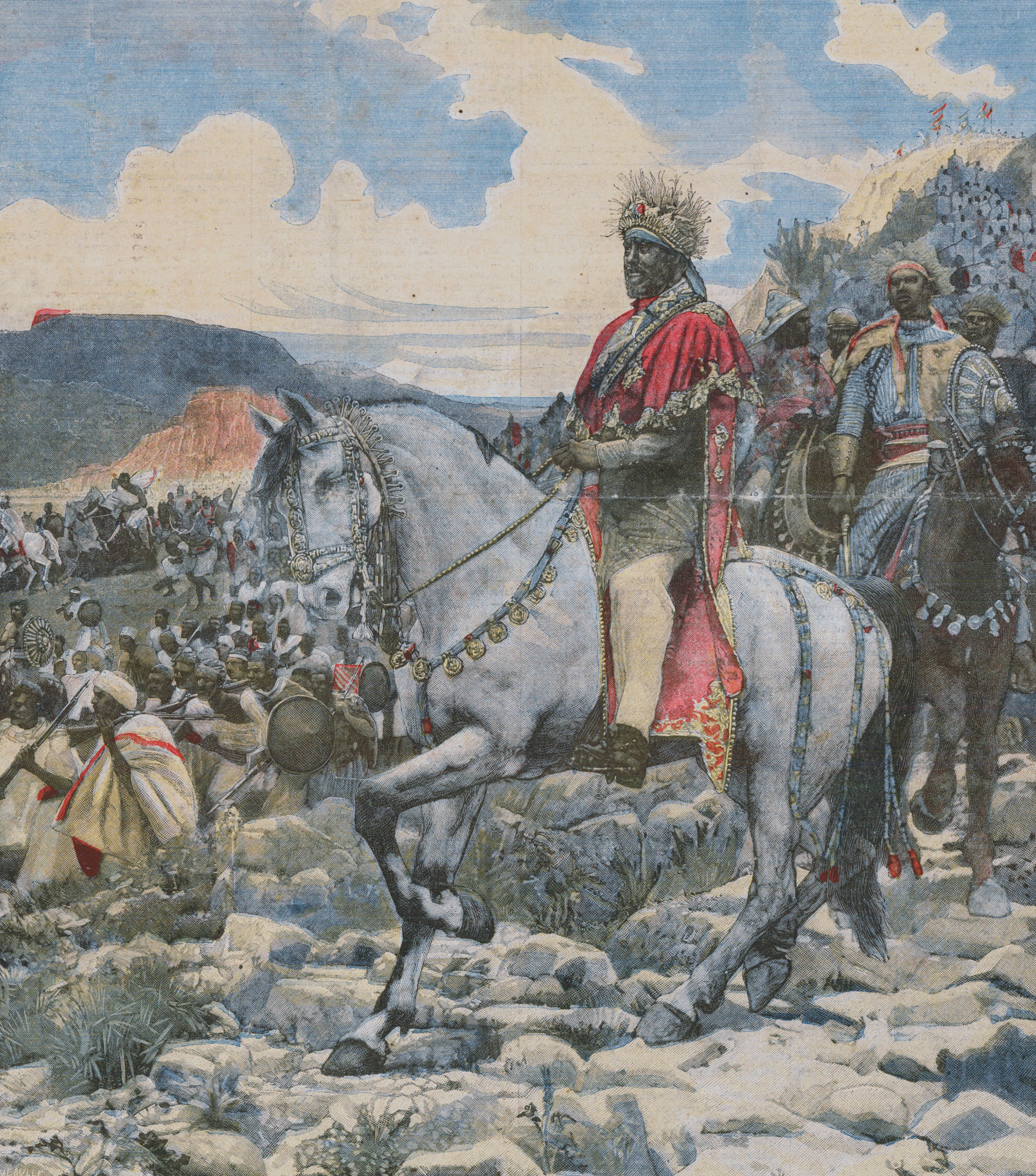
Menelique II na Batalha de Adwa

Em 1868, após a prisão de vários missionários e representantes do governo britânico, os britânicos se envolveram na Expedição punitiva à Abissínia contra o Imperador Teodoro. Com o apoio da maioria dos nobres da Etiópia, a campanha foi um sucesso para a Grã-Bretanha e o imperador etíope cometeu suicídio em vez de se render. 
De 1874 a 1876, o Império expandiu-se para a Eritreia, sob o comando de João IV Rei de Tembien, cujas forças lideradas por Ras Alula venceram a Guerra Etíope-Egípcia, derrotando decisivamente as forças egípcias na Batalha de Gundet, em Hamasien. Em 1887, Menelique, rei de Shewa, invadiu o Emirado de Harar após sua vitória na Batalha de Chelenqo.  Em 1889, o general de Menelique, Gobana Dacche, também derrotou o líder Hadiya, Hassan Enjamo, e anexou o território Hadiya. 
A década de 1880 foi marcada pela Partilha da África. A Itália, buscando uma presença colonial na África, recebeu a Eritreia da Grã-Bretanha, o que levou à Guerra Ítalo-Etíope de 1887-1889 e à disputa pelas regiões costeiras da Eritreia entre o Rei Yohannes IV de Tembien e a Itália. Após a morte do Imperador João IV, a Itália assinou um tratado com Shewa (um reino autônomo dentro do império), criando o protetorado da Abissínia. 
Devido a diferenças significativas entre as traduções italiana e amárica do tratado, a Itália acreditava ter subsumido a Etiópia como um protetorado, enquanto Menelique II de Shewa repudiou o status de protetorado em 1893. Insultada, a Itália declarou guerra à Etiópia em 1895. A Primeira Guerra Ítalo-Etíope resultou na Batalha de Adwa em 1896, na qual a Itália foi derrotada decisivamente pelos etíopes, numericamente superiores. Como resultado, o Tratado de Adis Abeba foi assinado em outubro, delineando rigorosamente as fronteiras da Eritreia e forçando a Itália a reconhecer a independência da Etiópia. Devido às Reformas Entoto, que forneceram rifles modernos ao exército etíope, muitos comandantes italianos ficaram chocados ao ver que alguns etíopes tinham rifles mais avançados do que a média dos soldados de infantaria italianos. 
A partir da década de 1890, sob o reinado do Imperador Menelique II, as forças do império partiram da província central de Shewa para incorporar, por meio da conquista, terras habitadas a oeste, leste e sul de seu reino.  Os territórios anexados incluíam os do Oromo ocidental (não-Shoan Oromo), Sidama, Gurage, Wolayta,  e Dizi.  Entre as tropas imperiais estava a milícia Shewan Oromo de Ras Gobena. Muitas das terras que anexaram nunca estiveram sob o domínio do império, com os territórios recentemente incorporados resultando nas fronteiras modernas da Etiópia. 
Delegações do Reino Unido e da França – Potências europeias cujas possessões coloniais ficavam próximas da Etiópia – logo chegaram à capital etíope para negociar seus próprios tratados com essa potência recém-comprovada. 

### Invasão italiana e Segunda Guerra Mundial

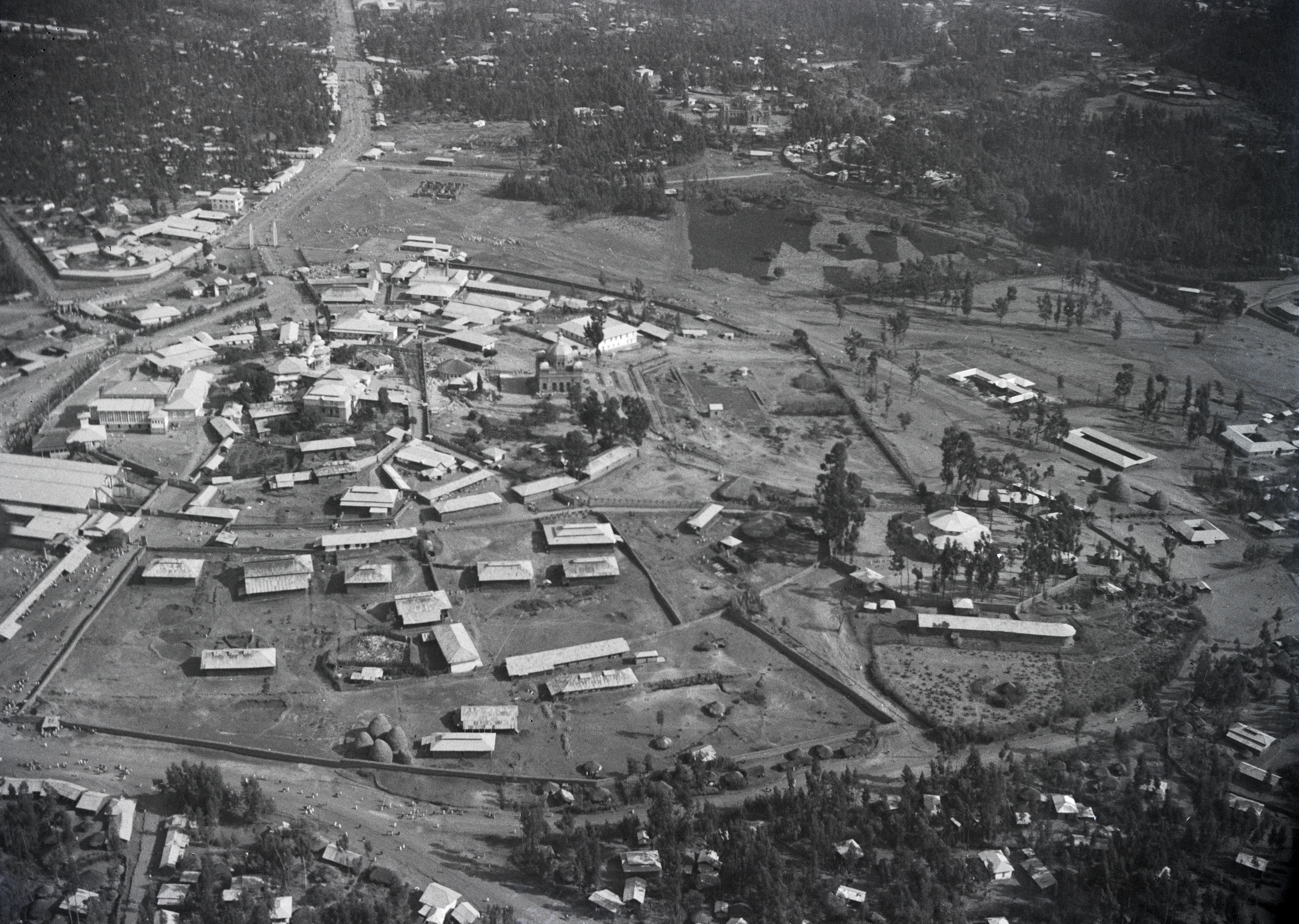
O palácio do imperador, 1934

Em 1935, soldados italianos sob o comando do marechal Emilio De Bono iniciaram o que é conhecido como Segunda Guerra Ítalo-Etíope. Durante o conflito, tropas etíopes e italianas cometeram crimes de guerra. Sabe-se que as tropas etíopes fizeram uso de balas Dum-Dum (em violação das Convenções de Haia) e mutilaram soldados capturados (frequentemente com castração).  As tropas italianas usaram gás mostarda em guerra química, ignorando o Protocolo de Genebra que haviam assinado sete anos antes. Os militares italianos lançaram gás mostarda em bombas, pulverizaram-no de aviões e espalharam-no em forma de pó no chão. Foram relatadas 150.000 mortes por produtos químicos, a maioria por gás mostarda. 
Em 1 de maio de 1936, Haile Selassie pegou um trem para Djibuti e depois embarcou em um navio britânico para Jerusalém,  passando a maior parte do tempo na cidade com monges etíopes, rezando com eles na Igreja do Santo Sepulcro.   Ele então fugiu para Bath, onde recebeu asilo das autoridades britânicas, que não queriam ficar em Londres o máximo de tempo possível por serem vistas como "politicamente embaraçosas". Ao chegar, ele ficou hospedado em um hotel, comprando a Fairfield House logo depois para passar o resto do tempo.  Ele estava acompanhado de seus filhos, netos, empregados e outros. Em Bath, Haile Selassie se acostumou ao "exército de servos" e a viver em uma única casa devido às restrições financeiras. Ele foi visto se livrando de joias em algumas ocasiões. Ao deixar a Inglaterra, ele deixou a casa para os idosos, não a visitando novamente até 1954. 
A guerra durou sete meses, durante os quais Adis Abeba foi ocupada em 5 de maio de 1936, antes que uma vitória italiana fosse declarada em 9 de maio de 1936. A Itália proclamou o estabelecimento do Império Italiano na África Oriental, com o Rei Victor Emmanuel III como Imperador da Etiópia, que foi unido a outras colônias italianas na África Oriental para formar a nova colônia da África Oriental Italiana em 1º de junho. A invasão foi condenada pela Liga das Nações, embora pouco tenha sido feito para acabar com a hostilidade. 
Em 30 de junho de 1936, Selassie viajou uma vez a Genebra para apelar à Liga das Nações para que a Etiópia não fosse oficialmente reconhecida como parte do Império Italiano. Ele também tinha aliados europeus que viajaram para a Etiópia para relatar as notícias sobre as dificuldades do Exército Etíope com a Itália. Isso ajudou na entrada posterior dos britânicos na Etiópia.   
Em 10 de junho de 1940, a Itália declarou guerra ao Reino Unido e à França, pois esta última estava em processo de conquista pelas forças alemãs na época e Benito Mussolini desejava expandir as posses coloniais da Itália. A conquista italiana da Somalilândia Britânica em agosto de 1940 foi bem-sucedida, mas a guerra se voltou contra a Itália depois. Os britânicos acompanharam Haile Selassie ao Sudão e ajudaram-no a organizar o seu exército em sete meses,  lançando finalmente uma campanha militar em Janeiro de 1941 que o devolveu ao trono em 5 de Maio do mesmo ano.   

### Etiópia pós-guerra
Em 27 de agosto de 1942, Haile Selassie aboliu a base legal da escravidão em todo o império e impôs penalidades severas, incluindo a morte, para o tráfico de escravos.  Após a Segunda Guerra Mundial, a Etiópia se tornou um membro fundador das Nações Unidas. Em 1948, o Ogaden, uma região disputada com a Somália, foi concedido à Etiópia.  Em 2 de Dezembro de 1950, a Assembleia Geral da ONU adoptou a Resolução 390 (V), estabelecendo a federação da Eritreia (antiga colônia italiana) na Etiópia.  A Eritreia deveria ter a sua própria constituição, que garantiria o equilíbrio étnico, linguístico e cultural, enquanto a Etiópia deveria gerir as suas finanças, defesa e política externa. 

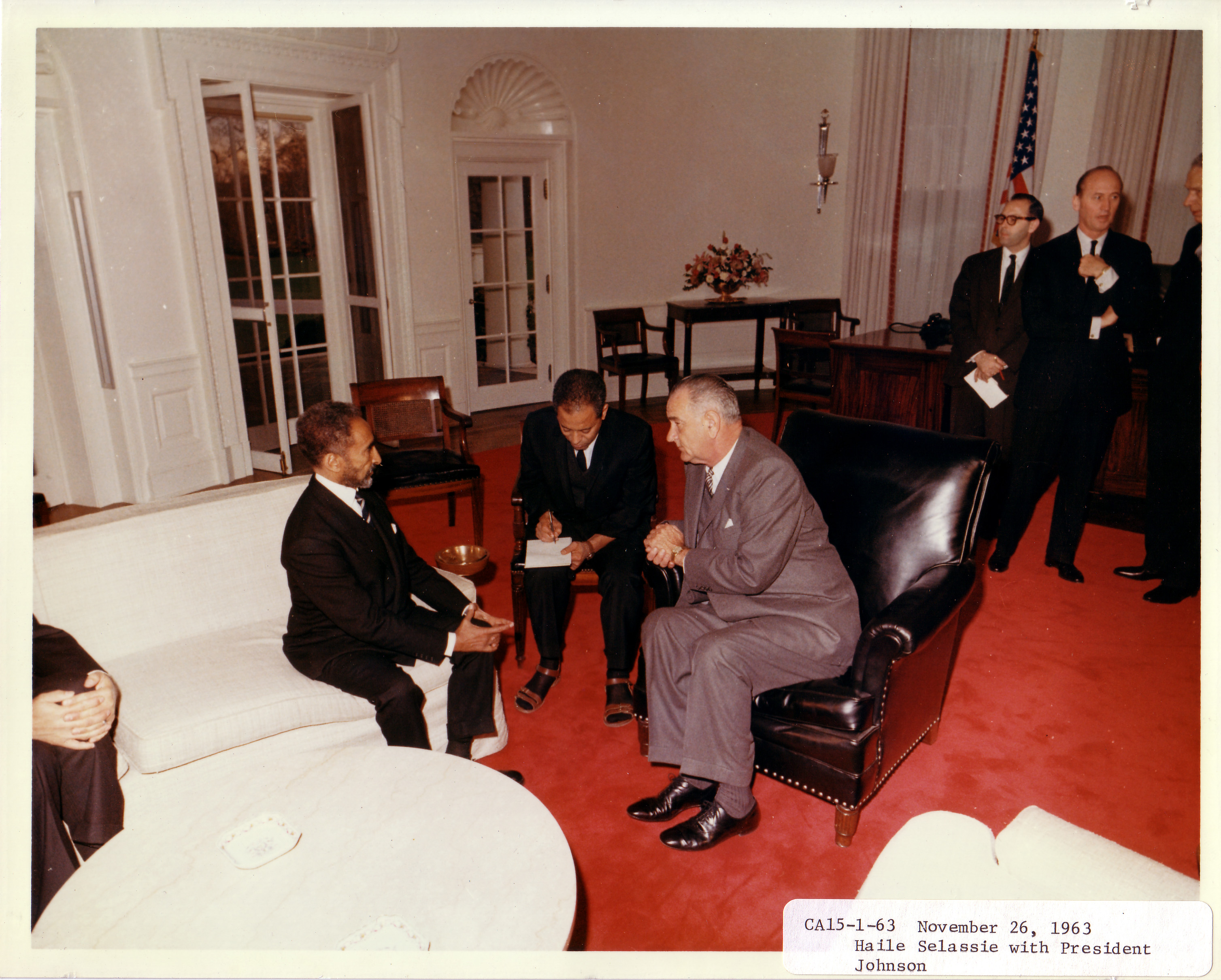
Haile Selassie com o presidente norte-americano Lyndon B. Johnson na Casa Branca

Apesar de suas políticas de centralização adotadas antes da Segunda Guerra Mundial, Haile Selassie ainda se viu incapaz de implementar todos os programas que queria. Em 1942, ele tentou instituir um esquema de imposto progressivo, mas isso falhou devido à oposição da nobreza, e apenas um imposto fixo foi aprovado; em 1951, ele concordou em reduzi-lo também.  A Etiópia ainda era "semi-feudal",  e as tentativas do imperador de alterar a sua forma social e económica através da reforma dos seus modos de tributação encontraram resistência por parte da nobreza e do clero, que estavam ansiosos por retomar os seus privilégios na era do pós-guerra.  Quando Haile Selassie conseguiu realmente introduzir novos impostos sobre a terra, os encargos foram muitas vezes transferidos pelos proprietários para os camponeses.  Apesar de seus desejos, a carga tributária permaneceu principalmente sobre os camponeses.
Entre 1941 e 1959, Haile Selassie trabalhou para estabelecer a autocefalia da Igreja Ortodoxa Etíope.  A Igreja Ortodoxa Etíope era liderada pelo abuna, um bispo que respondia ao Patriarcado no Egito. Haile Selassie apresentou um pedido ao Santo Sínodo do Egipto em 1942 e 1945 para estabelecer a independência dos bispos etíopes e, quando os seus apelos foram negados, ameaçou cortar relações com a Sé de São Marcos.  Finalmente, em 1959, o Papa Cirilo VI elevou o Abuna a Patriarca Católico.  A Igreja Etíope permaneceu filiada à Igreja Alexandrina.  Além destes esforços, Haile Selassie alterou a relação entre a Igreja e o Estado na Etiópia, introduzindo a tributação das terras da Igreja e restringindo os privilégios legais do clero, que anteriormente tinha sido julgado nos seus próprios tribunais por delitos civis.  
Durante as celebrações do seu Jubileu de Prata em Novembro de 1955, Haile Selassie introduziu uma constituição revista,  através da qual manteve o poder efectivo, ao mesmo tempo que estendia a participação política ao povo, permitindo que a câmara baixa do parlamento se tornasse um órgão eleito. A política partidária não foi prevista. Métodos educacionais modernos foram amplamente difundidos por todo o Império, e o país embarcou em um esquema de desenvolvimento e planos de modernização, temperados pelas tradições etíopes e dentro da estrutura da antiga estrutura monárquica do estado. Haile Selassie chegou a um acordo quando era prático com os tradicionalistas da nobreza e da igreja. Ele também tentou melhorar as relações entre o estado e os grupos étnicos e concedeu autonomia às terras Afares que eram difíceis de controlar. Ainda assim, suas reformas para acabar com o feudalismo foram lentas e enfraquecidas pelos compromissos que ele fez com a aristocracia entrincheirada. A Constituição Revista de 1955 foi criticada por reafirmar “o poder indiscutível do monarca” e manter a relativa impotência dos camponeses. 
Em 13 de dezembro de 1960, enquanto Haile Selassie estava em visita de Estado ao Brasil, suas forças da Guarda Imperial realizaram um golpe malsucedido, proclamando brevemente o filho mais velho de Haile Selassie, Asfa Wossen, como imperador. O golpe de estado foi esmagado pelo exército regular e pelas forças policiais. A tentativa de golpe não teve amplo apoio popular, foi denunciada pela Igreja Ortodoxa Etíope e foi impopular junto ao exército, à força aérea e à polícia. No entanto, o esforço para depor o imperador teve apoio entre os estudantes e as classes educadas.  A tentativa de golpe foi caracterizada como um momento crucial na história da Etiópia, o ponto em que os etíopes "pela primeira vez questionaram o poder do rei de governar sem o consentimento do povo".  As populações estudantis começaram a ter empatia pelo campesinato e pelos pobres e a advogar em seu nome.  O golpe estimulou Haile Selassie a acelerar a reforma, que se manifestou na forma de concessões de terras a oficiais militares e policiais.
O imperador continuou a ser um firme aliado do Ocidente, ao mesmo tempo em que seguia uma firme política de descolonização na África, que ainda estava em grande parte sob domínio colonial europeu. As Nações Unidas conduziram um longo inquérito sobre o status da Eritreia, com as superpotências competindo por uma participação no futuro do estado. A Grã-Bretanha, a administradora na época, sugeriu a divisão da Eritreia entre o Sudão e a Etiópia, separando cristãos e muçulmanos. Um plebiscito da ONU votou por 46 a 10 para que a Eritreia fosse federada com a Etiópia, o que foi posteriormente estipulado em 2 de dezembro de 1950 na resolução 390 (V). A Eritreia teria o seu próprio parlamento e administração e seria representada no que tinha sido o parlamento etíope e que se tornaria o parlamento federal.  No entanto, Haile Selassie não aceitou nenhuma das tentativas europeias de redigir uma Constituição separada sob a qual a Eritreia seria governada, e queria que sua própria Constituição de 1955 fosse aplicada tanto na Etiópia quanto na Eritreia. Em 1961, as tensões entre os eritreus independentistas e as forças etíopes culminaram na Guerra de Independência da Eritreia. O imperador declarou a Eritreia a décima quarta província da Etiópia em 1962. 
Em 1963, Haile Selassie presidiu a formação da Organização da Unidade Africana (OUA), precursora da União Africana (UA) continental. A nova organização estabeleceria sua sede em Adis Abeba. Em maio daquele ano, Haile Selassie foi eleito o primeiro presidente oficial da OUA, um assento rotativo. Junto com Modibo Keïta, do Mali, o líder etíope ajudaria mais tarde a negociar com sucesso os Acordos de Bamako, que puseram fim ao conflito fronteiriço entre Marrocos e Argélia. Em 1964, Haile Selassie iniciaria o conceito dos Estados Unidos da África, uma proposta posteriormente retomada por Muammar Gaddafi. 
A agitação estudantil se tornou uma característica regular da vida etíope nas décadas de 1960 e 1970. O marxismo criou raízes em grandes segmentos da intelectualidade etíope, particularmente entre aqueles que tinham estudado no estrangeiro e, portanto, tinham sido expostos a sentimentos radicais e de esquerda que se estavam a tornar populares noutras partes do globo.  A resistência de elementos conservadores na Corte Imperial e no Parlamento, e da Igreja Ortodoxa Etíope, tornou as propostas de reforma agrária de Haile Selassie difíceis de implementar e também prejudicou a posição do governo, custando a Haile Selassie grande parte da boa vontade que ele outrora desfrutara. Isso gerou ressentimento entre a população camponesa. Esforços para enfraquecer os sindicatos também prejudicaram sua imagem. À medida que essas questões começaram a se acumular, Haile Selassie deixou grande parte da governança interna para seu primeiro-ministro, Aklilu Habte Wold, e se concentrou mais em relações exteriores.

### Queda da monarquia
A falha do governo em responder adequadamente à fome de Wollo em 1973, o crescente descontentamento de grupos de interesse urbano e os altos preços dos combustíveis devido à crise do petróleo de 1973 levaram a uma revolta em fevereiro de 1974 pelo exército e pela população civil. Em junho, um grupo de oficiais militares formou o Comitê de Coordenação das Forças Armadas, Polícia e Exército Territorial, também conhecido como Derg, para manter a lei e a ordem devido à impotência do governo civil após o motim generalizado.

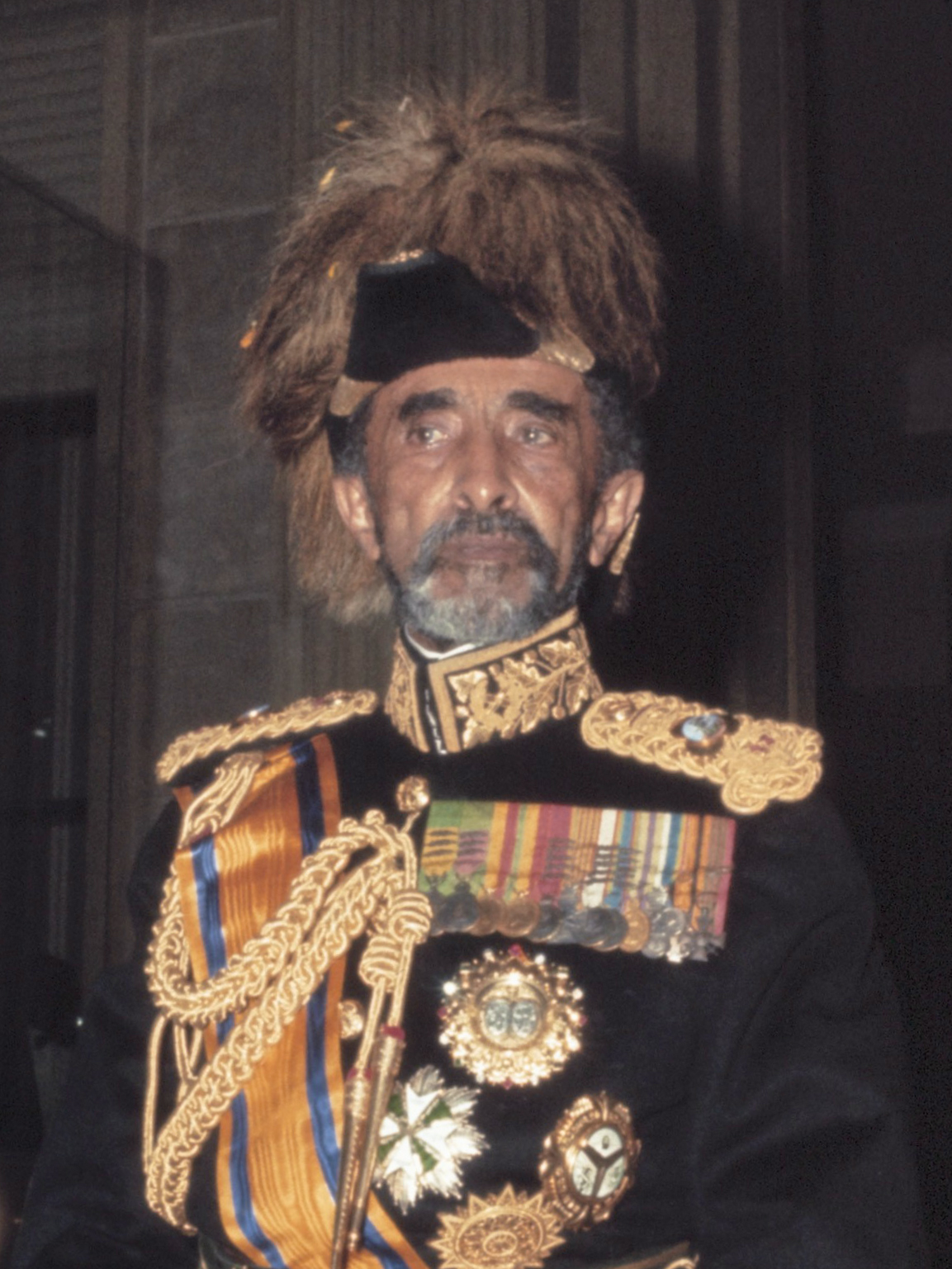
Haile Selassie I foi o último imperador do Império Etíope.

Em julho, o Imperador Haile Selassie deu ao Derg concessões importantes para prender oficiais militares e governamentais de todos os níveis. Logo, os ex-primeiros-ministros Tsehafi Taezaz Aklilu Habte-Wold e Endelkachew Makonnen, juntamente com a maioria de seus gabinetes, a maioria dos governadores regionais, muitos oficiais militares seniores e funcionários da corte imperial foram presos. Em agosto, depois que uma proposta de constituição criando uma monarquia constitucional foi apresentada ao Imperador, o Derg iniciou um programa de desmantelamento do governo imperial para impedir novos desenvolvimentos nessa direção. O Derg depôs e aprisionou o Imperador em 12 de setembro de 1974 e escolheu o Tenente-General Aman Andom, um líder militar popular e formado em Sandhurst, para ser chefe de Estado interino. Isso estava pendente do retorno do príncipe herdeiro Asfaw Wossen do tratamento médico na Europa, quando ele assumiria o trono como monarca constitucional. Entretanto, o General Aman Andom brigou com os elementos radicais do Derg sobre a questão de uma nova ofensiva militar na Eritreia e sua proposta de executar os altos funcionários do antigo governo de Selassie. Após eliminar unidades leais a ele: os Engenheiros, a Guarda Imperial e a Força Aérea, o Derg removeu o General Aman do poder e o executou em 23 de novembro de 1974, junto com alguns de seus apoiadores e 60 funcionários do governo imperial anterior. 
O brigadeiro-general Tafari Benti tornou-se o novo presidente do Derg e chefe de estado. A monarquia foi formalmente abolida em março de 1975, e o marxismo-leninismo foi proclamado a nova ideologia do estado. O imperador Haile Selassie morreu em circunstâncias misteriosas em 27 de agosto de 1975, enquanto seu médico pessoal estava ausente. Acredita-se comumente que Mengistu Haile Mariam o matou, seja por ordem dele ou por suas próprias mãos, embora a primeira opção seja mais provável. 

## Sociedade
Segundo Bahrey,  havia dez grupos sociais na Etiópia feudal de sua época, ou seja, no final do século XVI. Esses grupos sociais consistiam em monges; os debtera; funcionários leigos (incluindo juízes); homens de armas que davam proteção pessoal às esposas de dignitários e às princesas; os shimaglle, que eram os senhores e proprietários de terras hereditários; seus trabalhadores agrícolas ou servos; comerciantes; artesãos; cantores errantes; e os soldados, que eram chamados chewa. De acordo com o pensamento moderno, algumas dessas categorias não são classes verdadeiras. Mas pelo menos os shimaglle, os servos, os chewa, os artesãos e os comerciantes constituem classes definidas. O poder era investido no Imperador e nos aristocratas que ele nomeava para executar seu poder, e o instrumento de execução do poder consistia em uma classe de soldados, os chewa. 

## Militares
Desde o reinado de Ámeda-Sion, os regimentos Chewa, ou legiões, formaram a espinha dorsal das forças militares do Império. O termo Ge'ez para esses regimentos é ṣewa (ጼዋ), enquanto o termo amárico é č̣äwa (ጨዋ). O tamanho normal de um regimento era de vários milhares de homens.  A cada regimento foi atribuído um feudo (Gult), para garantir a sua manutenção assegurada pelas receitas da terra. 
Em 1445, após a Batalha de Gomit, as crônicas registram que o Imperador Zara-Jacó começou a guarnecer as províncias com regimentos Chewa.
| Nome do regimento | Região                    |
| ----------------- | ------------------------- |
| Bäṣär waǧät       | Serae, Dawaro, Menz, Gamo |
| Ǧuma amora        | Dobe'a, Tselemt, Gedem    |
| Ǧan sagana        | Dawaro, Dobe'a, Angot     |
| č̣äwa Bale         | Bali                      |
| č̣äwa Maya         | Medre Bahr                |
| Bäṣur amora       | Gamo                      |
| Bäṣär šotäl       | Damot                     |
| č̣äwa Begemder     | Begemder                  |
| č̣äwa Ifat         | Ifat                      |

As principais divisões militares eram:
- Regimentos na corte, sob altos funcionários da corte
- Regimentos nas províncias, sob Rases regionais ou outros oficiais
- Regimentos em regiões fronteiriças, ou províncias mais autônomas, como Hadiya, Bahir Negash, Bale, sob a liderança de azmač, que eram oficiais militares nomeados pelo rei. [92]

Um dos regimentos Chewa, conhecido como Abe Lahm em Geez, ou Weregenu, em Oromo, durou e participou da Batalha de Adwa, apenas para ser extinto na década de 1920. 
O exército moderno foi criado sob Ras Tafari Makonnen, em 1917, com a formação do Kebur Zabagna, a guarda imperial.

## Economia
A economia consistia num sistema de troca secular com "dinheiro primitivo" e moedas de vários tipos até ao século XX no quadro do sistema feudal.   Os camponeses trabalhavam para produzir e fixavam as suas atividades na tributação, na infraestrutura de comercialização e na produção agrária.  

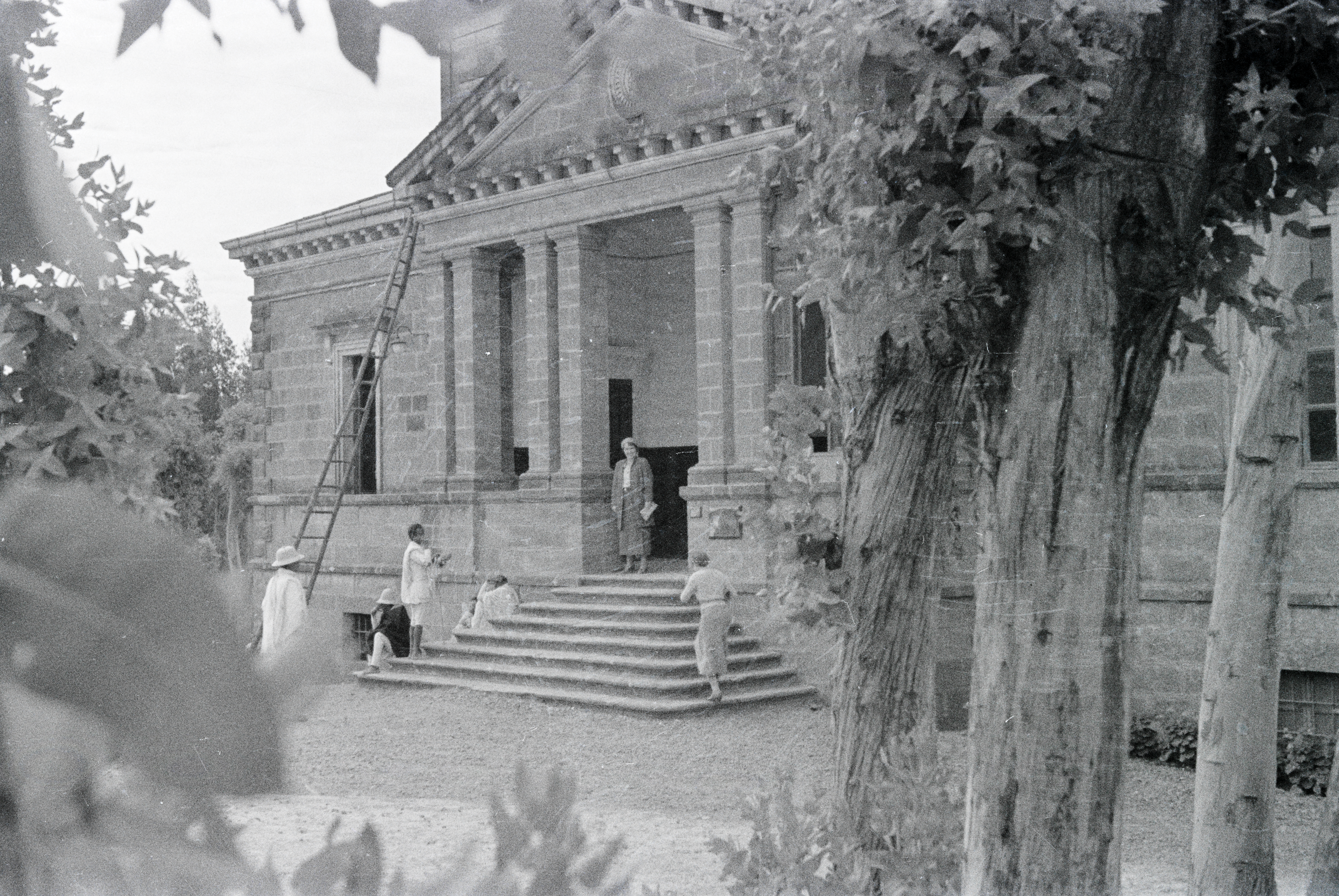
Banco da Abissínia em 1934

Em 1905, Menelique II fundou o primeiro banco, o Banco da Abissínia, após uma concessão do Banco Nacional do Egito ocupado pelos britânicos em dezembro de 1904, que monopolizava todos os fundos públicos do governo, empréstimos, impressão de notas, cunhagem de moedas e outros privilégios.  Expandiu filiais para Harar, Dire Dawa, Gore e Dembidolo e agências em Gambela e escritório de trânsito em Djibuti.  Em 1932, foi renomeado como "Banco da Etiópia" após o pagamento de uma indenização pelo Imperador Haile Selassie. Para promover a expansão industrial e de manufatura, Haile Selassie, com a assistência do Conselho Econômico Nacional, embarcou em um plano de desenvolvimento abrangendo três Planos Diretores Quinquenais de 1957 a 1974.    Entre 1960 e 1970, a Etiópia desfrutou de uma taxa de crescimento anual de 4,4% no produto interno bruto (PIB) e per capita. Houve um aumento na taxa de crescimento da indústria de 1,9% em 1960/61 para 4,4% em 1973/74, com os setores de atacado, varejo, transporte e comunicação aumentando de 9,5% para 15,6%.  A Etiópia exportou cerca de 800.000 alqueires de trigo, principalmente para o Reino do Egito, Índias Orientais Holandesas e Grécia. O PIB da Etiópia por volta de 1934 era de US$ 1,3 bilhão, antes de cair drasticamente devido à Segunda Guerra Ítalo-Etíope.

## Moeda
A moeda mais comum dos primeiros períodos da história etíope eram itens essenciais como "amole" (barras de sal), pedaços de tecido ou ferro e, mais tarde, cartuchos. Foi somente no século XIX que o táler de Maria Theresa se tornou o meio de troca para grandes transações até que Menelique II finalmente começou a cunhar moeda local por volta da virada do século. 

## Governo
À medida que o feudalismo se tornou o princípio central do Império Etíope, ele se desenvolveu em um sistema autoritário com desigualdade social institucionalizada. À medida que a terra se tornou a principal mercadoria, a sua aquisição tornou-se a principal força motriz do imperialismo, especialmente a partir do reinado de Menelique II. 
Como parte dos esforços de modernização do Imperador Haile Selassie, o regime monárquico tradicional foi reformado através da introdução das constituições de 1931 e 1955, que introduziram um sistema parlamentar unitário com dois órgãos legislativos: a Câmara do Senado (Yeheggue Mewossegna Meker Beth) e a Câmara dos Deputados (Yeheggue Memeriya Meker Beth).   Segundo o artigo 56 da Constituição de 1956, ninguém pode ser simultaneamente membro de ambas as câmaras, que se reúnem no início ou no final de cada sessão. 
Na estrutura parlamentar, a Câmara dos Deputados era composta por 250 membros eleitos a cada quatro anos, enquanto o Senado era composto por metade dos Deputados (125) e eram nomeados pelo Imperador a cada seis anos. 